# Friedrich von Bianchi

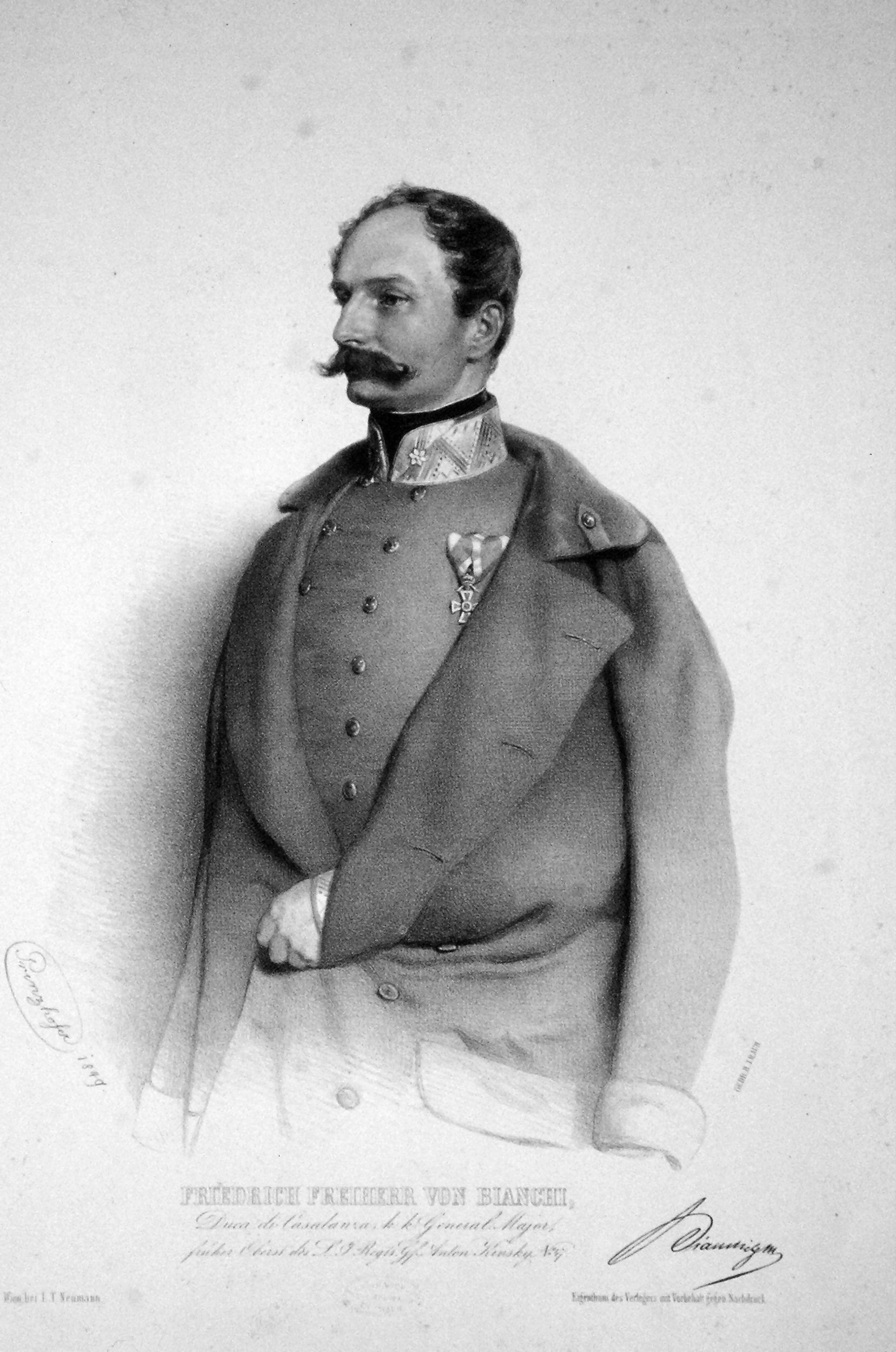
Friedrich von Bianchi, Lithographie von August Prinzhofer, 1849

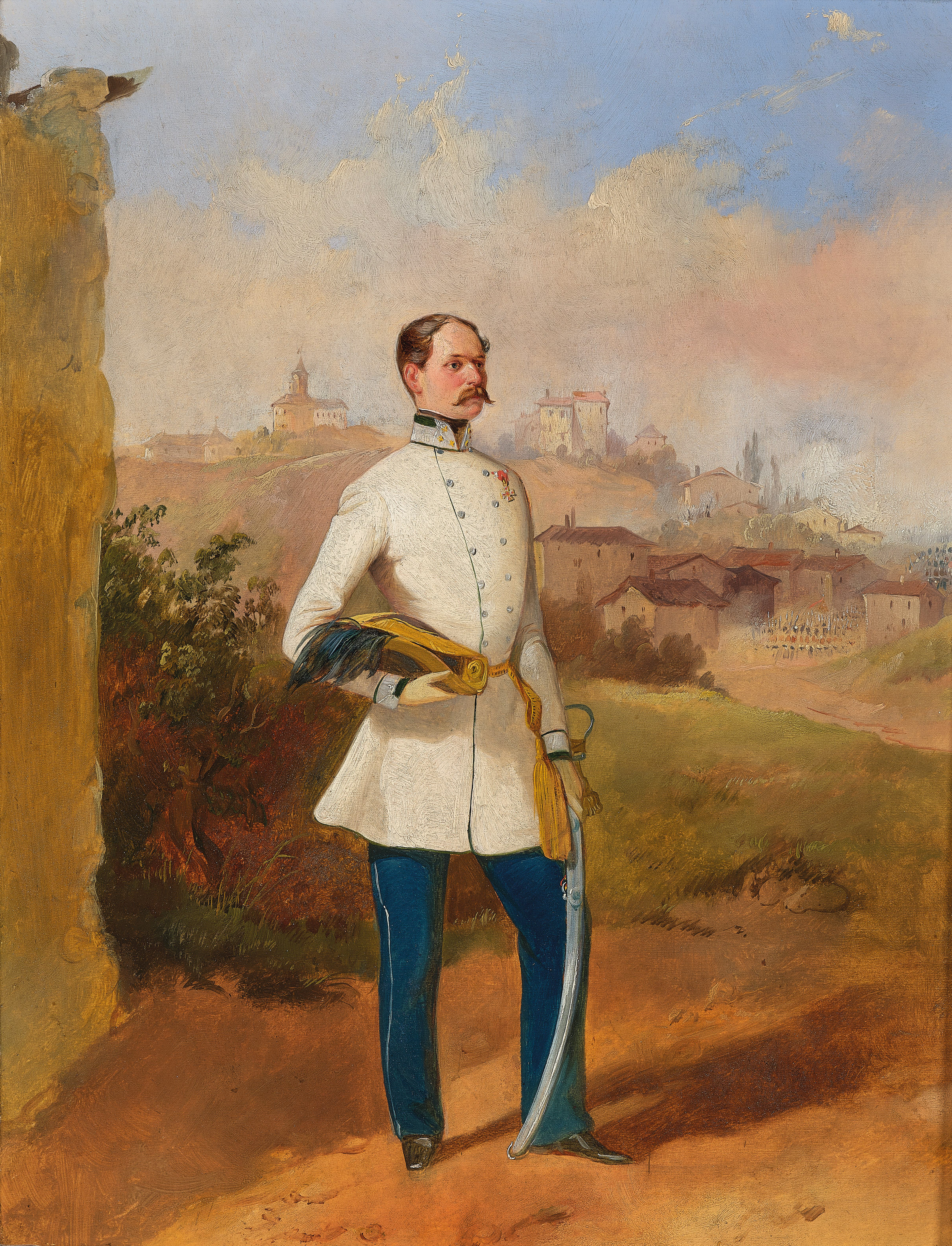
Friedrich von Bianchi, 1849

Friedrich Freiherr von Bianchi, Duca di Casa Lanza (* 24. November 1812 in Pressburg; † 28. September 1865 in Bad Ems) war Feldmarschalleutnant der kaiserlich-österreichischen Armee und seit 1855 Inhaber des Infanterieregiments Nr. 55.

## Leben
Im Jahre 1812 als Sohn von Vinzenz Ferrerius von Bianchi geboren, trat er 1829 in die österreichische Armee ein und wurde bereits ein Jahr später zum Lieutenant im k.k. Infanterieregiment Nr. 3 ernannt. 1846 wurde er zum Oberst und Kommandanten des k.k. Infanterieregiments Nr. 47 befördert. Er führte dieses bei Ausbruch der Revolution von 1848 in Venedig als Oberst, kämpfte 1849 unter Nugent in Italien bei Sona, Custozza und  Volta  und befehligte 1849 eine Brigade des II. Armeekorps. Seine Führung während der Schlacht bei Novara führte zu seiner Auszeichnung mit dem Ritterkreuz des österreichisch-kaiserlichen Leopold-Ordens.
Im Jahre 1849 machte er als Generalmajor den ungarischen Feldzug mit und wurde Ende dieses Jahres zum Feldmarschalleutnant befördert. Bianchi wurde 1854 Divisions-Kommandant beim serbisch-banater Armeekorps, führte 1855–57 ein Kommando zu Jassy in der Moldau und nahm schließlich als Feldmarschalleutnant seinen Abschied.
General von Bianchi war verheiratet mit Leonharda (Leonie) von Beckers zu Westerstetten, Tochter des aus der Kurpfalz stammenden Feldmarschall-Leutnants Joseph Heinrich von Beckers zu Westerstetten (1764–1840).
Ihre gemeinsame Tochter Julie (1853–1879) heiratete 1875 in Graz Albert Graf Marzani von Stainhof und Neuhaus (1845–1921). Sie starb drei Wochen nach der Geburt ihres ersten Kindes in Graz, zehn Tage vor Vollendung des 26. Lebensjahres.